# Football League One 2011-12
La Football League One 2011/12 (que por razones de patrocinio es llamada en el Reino Unido nPower Football League 1) fue la octava edición del certamen, desde su creación en 2004.
Un total de 24 equipos participaron en la competición, incluyendo 17 equipos de la temporada anterior, 4 que asciendan de la Football League Two y 3 que desciendan de la Football League Championship 2010/11. 

## Equipos participantes
Equipos participantes de la League One 2011/12:
| - Wycombe Wanderers FC - Bury FC - Chesterfield FC - Huddersfield Town FC - Stevenage FC - Milton Keynes Dons FC - AFC Bournemouth - Leyton Orient FC - Exeter City FC - Rochdale AFC - Colchester United FC - Brentford FC - Carlisle United FC - Charlton Athletic FC - Yeovil Town FC - Sheffield Wednesday FC - Hartlepool United FC - Oldham Athletic FC - Tranmere Rovers FC - Notts County FC - Walsall FC - Scunthorpe United FC - Preston North End FC - Sheffield United FC |

## Ascensos y descensos
| Pos | Ascendidos a Football League Championship |
| --- | ----------------------------------------- |
| 1º  | Brighton & Hove Albion FC                 |
| 2º  | Southampton FC                            |
| 4º  | Peterborough United FC (Ganador play-off) |

| Pos | Descendidos a League One |
| --- | ------------------------ |
| 22º | Preston North End FC     |
| 23º | Sheffield United FC      |
| 24º | Scunthorpe United FC     |

| Pos | Ascendidos a League One         |
| --- | ------------------------------- |
| 1º  | Chesterfield FC                 |
| 2º  | Bury FC                         |
| 3º  | Wycombe Wanderers FC            |
| 6º  | Stevenage FC (Ganador play-off) |

| Pos | Descendidos a League Two |
| --- | ------------------------ |
| 21º | Dagenham & Redbridge FC  |
| 22º | Bristol Rovers FC        |
| 23º | Plymouth Argyle FC       |
| 24º | Swindon Town FC          |

## Clasificación
|  |     | Equipos de fútbol      | PJ | G  | E  | P  | GF | GC | Dif | Pts |
|  | --- | ---------------------- | -- | -- | -- | -- | -- | -- | --- | --- |
|  | 1.  | Charlton Athletic FC   | 46 | 30 | 11 | 5  | 82 | 36 | +46 | 101 |
|  | 2.  | Sheffield Wednesday FC | 46 | 28 | 9  | 9  | 81 | 48 | +33 | 93  |
|  | 3.  | Sheffield United FC    | 46 | 27 | 9  | 10 | 92 | 51 | +41 | 90  |
|  | 4.  | Huddersfield Town FC   | 46 | 21 | 18 | 7  | 79 | 47 | +32 | 81  |
|  | 5.  | Milton Keynes Dons FC  | 46 | 22 | 14 | 10 | 84 | 47 | +37 | 80  |
|  | 6.  | Stevenage FC           | 46 | 18 | 19 | 9  | 69 | 44 | +25 | 73  |
|  | 7.  | Notts County FC        | 46 | 21 | 10 | 15 | 75 | 63 | +12 | 73  |
|  | 8.  | Carlisle United FC     | 46 | 18 | 15 | 13 | 65 | 66 | -1  | 69  |
|  | 9.  | Brentford FC           | 46 | 18 | 13 | 15 | 63 | 52 | 11  | 67  |
|  | 10. | Colchester United FC   | 46 | 13 | 20 | 13 | 61 | 66 | -5  | 59  |
|  | 11. | AFC Bournemouth        | 46 | 15 | 13 | 18 | 48 | 52 | -4  | 58  |
|  | 12. | Tranmere Rovers FC     | 46 | 14 | 14 | 18 | 49 | 53 | -4  | 56  |
|  | 13. | Hartlepool United FC   | 46 | 14 | 14 | 18 | 50 | 55 | -5  | 56  |
|  | 14. | Bury FC                | 46 | 15 | 11 | 20 | 60 | 79 | -19 | 56  |
|  | 15. | Preston North End FC   | 46 | 13 | 15 | 18 | 54 | 68 | -14 | 54  |
|  | 16. | Oldham Athletic FC     | 46 | 14 | 12 | 20 | 50 | 66 | -16 | 54  |
|  | 17. | Yeovil Town FC         | 46 | 14 | 12 | 20 | 59 | 80 | -21 | 54  |
|  | 18. | Scunthorpe United FC   | 46 | 10 | 22 | 14 | 55 | 59 | -4  | 52  |
|  | 19. | Walsall FC             | 46 | 10 | 20 | 16 | 51 | 57 | -6  | 50  |
|  | 20. | Leyton Orient FC       | 46 | 13 | 11 | 22 | 48 | 75 | -27 | 50  |
|  | 21. | Wycombe Wanderers FC   | 46 | 11 | 10 | 25 | 65 | 88 | -23 | 43  |
|  | 22. | Chesterfield FC        | 46 | 10 | 12 | 24 | 56 | 81 | -25 | 42  |
|  | 23. | Exeter City FC         | 46 | 10 | 12 | 24 | 46 | 75 | -29 | 42  |
|  | 24. | Rochdale AFC           | 46 | 8  | 14 | 24 | 47 | 81 | -3a | 38  |

Pts = Puntos; PJ = Partidos Jugados; G = Partidos Ganados; E = Partidos Empatados; P = Partidos Perdidos; GF = Goles Anotados; GC = Goles Recibidos; Dif = Diferencia de gol